# Медаль «За укрепление боевого содружества» (ФАПСИ)
Меда́ль «За укрепле́ние боево́го содру́жества» — ведомственная медаль Федерального агентства правительственной связи и информации при Президенте Российской Федерации, учреждённая приказом ФАПСИ РФ от 22 мая 1996 года. В связи с упразднением ФАПСИ 1 июля 2003 года, награждение данной медалью прекращено.

## Правила награждения
Медалью «За укрепление боевого содружества» награждались военнослужащие (кроме проходящих военную службу по призыву) и лица гражданского персонала федеральных органов правительственной связи и информации:
- за заслуги в укреплении боевого содружества и военного сотрудничества;
- за большой личный вклад в укрепление боевой и мобилизационной готовности федеральных органов правительственной связи и информации;
- за особые отличия на учениях, манёврах и другие заслуги перед Федеральным агентством правительственной связи и информации.

В отдельных случаях медалью награждались другие граждане Российской Федерации и иностранных государств за конкретную помощь федеральным органам правительственной связи и информации в решении возложенных на них задач.
Повторное награждение медалью не производилось.

## Правила ношения
Медаль носится на левой стороне груди и располагается после государственных наград в порядке, установленном Правилами ношения военной формы одежды. При наличии у награждённого ведомственной медали «За отличие в военной службе» медаль «За укрепление боевого содружества» располагается перед ней.

## Описание медали

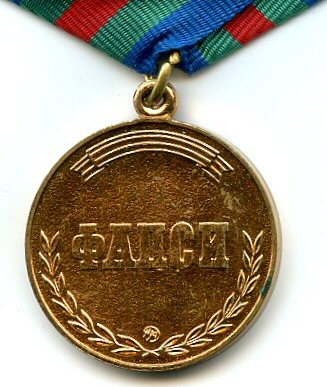
Реверс медали

Медаль изготавливается из томпака, имеет форму круга диаметром 32 мм с выпуклым бортиком с обеих сторон. На лицевой стороне медали в центре — рельефное изображение щита на фоне перекрещенных мечей; в центре щита — рельефная надпись в пять строк: «ЗА УКРЕПЛЕНИЕ БОЕВОГО СОДРУЖЕСТВА»; в нижней части — рельефное изображение дубовых ветвей. На оборотной стороне медали в центре — рельефная надпись: «ФАПСИ»; в верхней части — рельефное изображение развевающейся ленты; в нижней части — рельефное изображение лавровых ветвей.
Медаль при помощи ушка и кольца соединяется с пятиугольной колодкой, обтянутой шёлковой муаровой лентой шириной 24 мм. Вдоль краев ленты голубые полосы шириной 5 мм; посередине — равновеликие зелёные полосы, разделённые между собой красной полосой шириной 5 мм.